# Abramo III Abraza
Abramo III Abraza (Beth Garmai, ... – Baghdad, 26 giugno 937) è stato un vescovo cristiano orientale siro, vescovo di Marga e patriarca della Chiesa d'Oriente tra il 906 e il 937.

## Biografia
Ignoto è l'anno di nascita di Abramo, originario della regione del Beth Garmai. Era vescovo di Marga nell'Adiabene all'epoca del metropolita di Mosul e Erbil Giovanni IV bar Bohtiso (eletto nell'893).
Abramo si trovava a Baghdad quando, il 16 maggio 905, morì il patriarca Giovanni IV bar Abgar. Spettò a lui presiedere i funerali e pronunciare le orazioni funebri. L'elezione del nuovo patriarca non fu semplice, e come spesso accadeva all'epoca era frutto di lunghe trattative in cui avevano un ruolo importante i notabili delle famiglie cristiane più in vista, spesso funzionari alla corte del califfo. Alla fine la scelta cadde su Abramo, che era in competizione Giovanni bar Bohtiso; secondo gli storici nestoriani Sliwa bar Yuhanna e Mari ibn Sulayman la scelta non fu esente dalla pratica della simonia, esercitata per convincere i recalcitranti. Abramo fu consacrato, come da tradizione, nella cattedrale di Kohe a al-Mada'in il 10 gennaio 906 e pose la sua residenza nel palazzo patriarcale di Dayr al-Rum di Baghdad.
Gli storici dipingono un quadro negativo del suo patriarcato. Per Nau, Abramo, avido e testardo, passò tutto il tempo del suo mandato «à extorquer de l'argent à ses subordonnés et à distribuer des cadeaux aux Arabes pour obtenir leur protection». Secondo Barebreo, il patriarca avrebbe versato una tangente di 30.000 dinari ai funzionari pubblici per impedire al patriarca melchita Elia I (907-934) la consacrazione di un vescovo a Baghdad. Ma il caso più grave, raccontato dagli storici nestoriani, fu la nomina, in un solo anno, di tre metropoliti di Nisibi, ognuna accompagnata da un sostanzioso premio in denaro.
Pochi sono i meriti attribuiti ad Abramo, in particolare alcuni interventi in campo liturgico, raccolti in un'opera che Sliwa bar Yuhanna assegna al patriarca, il Kitab al-Zaharin, ossia il Libro delle Istruzioni.
Morì a Baghdad il 26 giugno 937 e fu sepolto nella chiesa di Nostra Signora (chiamata al-Kursi) nel quartiere Dayr al-Rum.